# Richard Balfe
Richard Andrew Balfe, baron Balfe (ur. 14 maja 1944 w Barton Mills) – brytyjski polityk, działacz związkowy, urzędnik, w latach 1979–2004 deputowany do Parlamentu Europejskiego, członek Izby Lordów.

## Życiorys
Przez kilka lat wychowywał się w domu dziecka w Sheffield. Pierwszą pracę podjął w 1960, został zatrudniony w piekarni, wkrótce wstąpił do związku zawodowego. W 1961 przeniósł się do Londynu, gdzie rozpoczął pracę urzędniczą. W latach 1965–1970 był urzędnikiem w Foreign and Commonwealth Office. Bez powodzenia kandydował do parlamentu, został zatrudniony w jednym z komitetów zajmujących się kwestiami rodziny. Od 1973 do 1977 zasiadał w radzie miejskiej Londynu.
W 1979, 1984, 1989, 1994 i 1999 z ramienia Partia Pracy był wybierany na posła do Parlamentu Europejskiego I, II, III, IV i V kadencji. Należał do grupy socjalistycznej, przez dziesięć lat od 1994 pełnił funkcję kwestora, pracował m.in. w Komisji Rozwoju i Współpracy. W 2001 w związku z kandydowaniem na funkcję kwestora na kolejny okres wbrew stanowisku partii Richard Balfe został usunięty z ugrupowania laburzystów. W 2002 przystąpił do Partii Konserwatywnej (jako pierwszy pochodzący z wyboru polityk Partii Pracy od 1977). W PE, w którym zasiadał do 2004, wstąpił do grupy chadeckiej.
W 2008 lider torysów David Cameron powołał go na stanowisko przedstawiciela Partii Konserwatywnej w rozmowach ze związkami zawodowymi. W 2013 został parem dożywotnim, zasiadając w Izbie Lordów.